# Pădurea Valea Fagilor
Pădurea Valea Fagilor este o arie protejată de interes național ce corespunde categoriei a IV-a IUCN (rezervație naturală de tip forestier și ornitologic), situată în județul Tulcea pe teritoriul administrativ al  Luncavița.

## Localizare
Aria naturală se află în partea nord-vestică a județului Tulcea (în extremitatea estică a Munții Măcinului la interferența cu Podișul Nord-Dobrogean), pe teritoriul sudic al satului Luncavița.

## Descriere
Rezervația naturală cu o suprafață de 154 ha. a fost declarată arie protejată prin Legea Nr.5 din 6 martie 2000, publicată în Monitorul Oficial al României, Nr.152 din 12 aprilie 2000 (privind aprobarea Planului de amenajare a teritoriului național - Secțiunea a III-a - zone protejate) și este inclusă în Parcul Național Munții Măcinului.
Aria naturală reprezintă o zonă de protecție pentru specii arboricole de fag (Fagus sylvatica) cu dimensiuni impresionante, care vegetează în asociere cu specii de carpen (Carpinus betulus), ulm de munte (Ulmus gablra), tei argintiu (Tilia tomentosa), gorun (Quercus petraea), velniș (Ulmus laevis), jugastru (Acer campestre), tei pucios (Tilia cordata), arțar (Acer platanoides) sau scoruș de munte (Sorbus aucuparia).